# Teluk Tapanuli
Teluk Tapanuli är en vik i Indonesien.   Den ligger i provinsen Sumatera Utara, i den västra delen av landet, 1 300 km nordväst om huvudstaden Jakarta.